# 官庄乡 (泌阳县)
官庄乡 ，是中国河南省驻马店市泌阳县下辖的一个乡镇级行政单位。

## 行政区划
官庄乡共辖以下地区：
官南村、官北村、楼房村、段庄村、王庄村、王和村、吴庄村、蒋庄村、冯楼村、梁河村、前寨村、老庄村、石头河村、麻庄村、寺东村、山前王村、铁王村、红河村、龙水村、王河村、岗上村、牛岗村。